# Liste der Naturdenkmale in Worms
Die Liste der Naturdenkmale in Worms nennt die im Stadtgebiet von Worms ausgewiesenen Naturdenkmale (Stand 21. Juni 2024).

## Naturdenkmale
| Nr.         | Bezeichnung                                                | Lage                                                                     | Beschreibung | Bild                                    |
| ----------- | ---------------------------------------------------------- | ------------------------------------------------------------------------ | --- | --------------------------------------- |
| ND-7319-373 | Winterlinde im Schlosspark Herrnsheim                      | Herrnsheim, im Schlosspark Lage                                          | Tilia cordata, zwischen 1800 und 1830 gepflanzt, hier Nr. 2 (links im Bild)                                                                      | Fotos hochladen                         |
| ND-7319-374 | Baumgruppe im Schlosspark Herrnsheim                       | Herrnsheim, im Schlosspark Lage                                          | Platanus sp., zwei Bäume, Acer sp., ein Baum, Aesculus hippocastanum, ein Baum; alle zwischen 1850 und 1870 gepflanzt                            | Direkt Bild zu diesem Denkmal hochladen |
| ND-7319-375 | Blutbuche im Schlosspark Herrnsheim                        | Herrnsheim, im Schlosspark Lage                                          | Fagus sylvatica f. purpurea, um 1850 gepflanzt (am linken Bildrand)                                                                              | Fotos hochladen                         |
| ND-7319-377 | Amorbrunnen im Schlosspark Herrnsheim                      | Herrnsheim, im Schlosspark Lage                                          | Ende des 19. Jahrhunderts angelegte Tuffgrotte                                                                                                   | Fotos hochladen                         |
| ND-7319-378 | Zwei zusammenhängende Parkteiche im Schlosspark Herrnsheim | Herrnsheim, im Schlosspark Lage                                          | um 1800 angelegte Teiche mit Inseln und Uferbefestigung                                                                                          | Fotos hochladen                         |
| ND-7319-383 | Stieleiche (Herrnsheimer Hauptstraße)                      | Herrnsheim, Herrnsheimer Hauptstraße, vor Nr. 7 Lage                     | Quercus robur, um 1870 gepflanzt, hier Buchstabe a)                                                                                              | Direkt Bild zu diesem Denkmal hochladen |
| ND-7319-386 | Schwarzpappel, Abenheim                                    | Abenheim, südlich des Ortes; Flur Taläcker Lage                          | Populus nigra, um 1780 gepflanzt | Direkt Bild zu diesem Denkmal hochladen |
| ND-7319-387 | Linde am Sülzer Stein                                      | Pfeddersheim, westlich des Ortes an der K 9; Flur An der Sülzer Ruh Lage | Tilia platyphyllos, zwischen 1870 und 1890 gepflanzt, 2010 durch einen Sturm stark beschädigt; einer von ursprünglich zwei Bäumen                | Direkt Bild zu diesem Denkmal hochladen |
| ND-7319-388 | Naturdenkmal „An der Abenheimer Hohl“                      | Herrnsheim, nordwestlich des Ortes; Flur An der Abenheimer Hohl Lage     | Böschungen eines Hohlwegs; flächenhaftes Naturdenkmal, ca. 0,5 ha                                                                                | Direkt Bild zu diesem Denkmal hochladen |
| ND-7319-390 | Hohlwege und Feldraine am Abenheimer Klausenberg           | Abenheim, nordöstlich des Ortes am Klausenberg Lage                      | Abschnitte zweier Hohlwege am Südhang des Klausenbergs; flächenhaftes Naturdenkmale, ca. 0,6 ha in zwei Teilflächen                              | Fotos hochladen                         |
| ND-7319-391 | Pfiffligheimer Birnbaum                                    | Pfiffligheim, nördlich des Ortes; Flur In den Wiesen Lage                | Pyrus communis, vor 1780 gepflanzt | Direkt Bild zu diesem Denkmal hochladen |
| ND-7319-392 | Lindenallee an der Höhenstraße                             | Hochheim, Höhenstraße Lage                                               | Tilia cordata, insgesamt ca. 70 Bäume; 1901 gepflanzte Lindenallee an der westlich des Hauptfriedhofs „Hochheimer Höhe“ verlaufenden Höhenstraße | Direkt Bild zu diesem Denkmal hochladen |
| ND-7319-393 | Lindenbaum, Worms-Pfiffligheim                             | Pfiffligheim, Eichgasse Lage                                             | Tilia cordata, am 23. Januar 1798 als Freiheitsbaum durch Jakobiner gepflanzt                                                                    | Direkt Bild zu diesem Denkmal hochladen |
| ND-7319-394 | Eiche auf dem Kirchhofplatz                                | Heppenheim, Kirchhofplatz Lage                                           | Quercus robur, um 1870 gepflanzt | Direkt Bild zu diesem Denkmal hochladen |
| ND-7319-395 | Naturdenkmal Sickerquellhang Hintere Klinge                | Abenheim, westlich des Ortes; Flur Hintere Klinge Lage                   | Eschen-, Erlen- und Feuchtwald mit Sickerquellen am Klingbach; flächenhaftes Naturdenkmal, ca. 5,2 ha                                            | Direkt Bild zu diesem Denkmal hochladen |
| ND-7319-396 | Trockenböschung am Regenrückhaltebecken Herrnsheim         | Herrnsheim, nordwestlich des Ortes; Flur An der Kieskaute Lage           | nach Süden ausgerichteter Trockenhang oberhalb eines um 1980 angelegten Regenrückhaltebeckens; flächenhaftes Naturdenkmal, ca. 0,2 ha            | Direkt Bild zu diesem Denkmal hochladen |
| ND-7319-397 | Eiche an der Rheinmöve                                     | Worms, Leimenkautweg, bei Nr. 9 Lage                                     | Quercus robur, um 1920 gepflanzt | Direkt Bild zu diesem Denkmal hochladen |
| ND-7319-398 | Eiche in der Paternusstraße                                | Pfeddersheim, Paternusstraße, bei Nr. 40 Lage                            | Quercus robur, um 1920 gepflanzt | Direkt Bild zu diesem Denkmal hochladen |
| ND-7319-400 | Kastanie bei der Firma Langenbach                          | Worms, Alzeyer Straße, bei Nr. 31 Lage                                   | Aesculus hippocastanum, um 1920 gepflanzt | Direkt Bild zu diesem Denkmal hochladen |
| ND-7319-401 | Eiche beim Eleonorengymnasium                              | Karlsplatz, hinter Nr. 3 Lage                                            | Quercus robur, um 1900 gepflanzt; im Innenhof der Schulanlage                                                                                    | Direkt Bild zu diesem Denkmal hochladen |
| ND-7319-402 | Alteichen im Wormser Wäldchen                              | Worms, Friedrichsweg, im Stadtpark Lage                                  | Quercus robur und Quercus petraea, 75 Bäume, und Malus sylvestris, ein Baum                                                                      | Direkt Bild zu diesem Denkmal hochladen |
| ND-7319-403 | Feuchtgebiet am Schießplatz                                | Worms, nördlich der Stadt; Flur Langgewann an der Reichsbahn Lage        | Feuchtgebiet auf einer Restfläche des ehemaligen Schießplatzes                                                                                   | Direkt Bild zu diesem Denkmal hochladen |
| ND-7319-404 | Altholzinseln Bürgerweide                                  | Worms, südlich der Stadt auf der Bürgerweide; Flur Bauwiese Lage         | Altholzinseln im Überschwemmungsgebiet des Rheins; vierzehn Einzelbäume und eine zusammenhängende Auwaldfläche von 6,5 ha                        | Direkt Bild zu diesem Denkmal hochladen |
| ND-7319-405 | Der Salzstein                                              | Worms, südlich der Stadt; Flur Salzstein Lage                            | Feuchtgebiet mit Altwasser im Überschwemmungsgebiet des Rheins; flächenhaftes Naturdenkmal, ca. 5,3 ha                                           | Direkt Bild zu diesem Denkmal hochladen |

## Ehemalige Naturdenkmale
| Nr. | Bezeichnung                                             | Lage                                                             | Beschreibung | Bild                                    |
| --- | ------------------------------------------------------- | ---------------------------------------------------------------- | --- | --------------------------------------- |
|     | Feldulme im Schlosshof                                  | Herrnsheim, im Hof des Herrnsheimer Schlosses Lage               | Ulmus minor, um 1750 gepflanzt;, hier Nr. 1 Rechtsverordnung aufgehoben | Direkt Bild zu diesem Denkmal hochladen |
|     | Winterlinde am Amorbrunnen                              | Herrnsheim, im Schlosspark Lage                                  | Tilia cordata, um 1850 gepflanzt;, hier Nr. 5 Rechtsverordnung aufgehoben | Direkt Bild zu diesem Denkmal hochladen |
|     | Schlosspark in Worms-Herrnsheim                         | Herrnsheim, Schlosspark Lage                                     | 10,5 Hektar großer Landschaftspark aus der Mitte des 18. Jahrhunderts, nach 1790 in Englischen Garten umgewandelt; Rechtsverordnung aufgehoben                                                                        | mehr Fotos \| Fotos hochladen           |
|     | Ehemaliger Schlosspark am Storchenturm Worms-Herrnsheim | Herrnsheim, Höhenstraße Lage                                     | sogenannter Sportplatzpark; ursprünglich ein Teil des Schlossparks und mit diesem durch das 1955 abgebrochene Pariser Tor verbunden; durch den Einbau eines Sportplatzes stark überformt; Rechtsverordnung aufgehoben | Direkt Bild zu diesem Denkmal hochladen |
|     | Pfrimmpark                                              | Pfiffligheim, Donnersbergstraße Lage                             | 1896–98 angelegter Englischer Garten in der Pfrimmaue; Rechtsverordnung aufgehoben | mehr Fotos \| Fotos hochladen           |
|     | Rotbuche                                                | Worms, Friedrichsweg, im Stadtpark Lage                          | Fagus sylvatica; Rechtsverordnung aufgehoben | Direkt Bild zu diesem Denkmal hochladen |
|     | Stieleiche im Kisselwert                                | Rheindürkheim, östlich des Ortes; Flur Am oberen Kisselwert Lage | Quercus robur, zwischen 1830 und 1860 gekeimt;, hier Buchstabe b) Rechtsverordnung aufgehoben | Direkt Bild zu diesem Denkmal hochladen |
|     | Feldulme (Ulmus minor)                                  | Wonnegaustraße, Ecke Ostergasse Lage                             | Ulmus minor, zwischen 1830 und 1860 gepflanzt;, hier Buchstabe c) Rechtsverordnung aufgehoben | Direkt Bild zu diesem Denkmal hochladen |
|     | Zwei Winterlinden am Wormser Pegelhaus                  | Worms, Rheinstarße, bei Nr. 61 Lage                              | Tilia cordata, zwei Bäume; Rechtsverordnung aufgehoben | Fotos hochladen                         |
|     | Blutbuche auf dem ehemaligen Stadtkrankenhausgelände    | Worms, Pfortenring, im Hans-Dörr-Park Lage                       | Fagus sylvatica f. purpurea; Rechtsverordnung aufgehoben | Direkt Bild zu diesem Denkmal hochladen |
|     | Schwarzpappeln am Kreielsbach                           | Worms, Mittelrheinstraße Lage                                    | Populus nigra, mehrere Bäume; Rechtsverordnung aufgehoben | Direkt Bild zu diesem Denkmal hochladen |